# Villegouin
Villegouin és un municipi francès, situat al departament de l'Indre i a la regió de Centre – Vall del Loira. L'any 2007 tenia 402 habitants.

## Demografia

### Població
El 2007 la població de fet de Villegouin era de 402 persones. Hi havia 168 famílies, de les quals 48 eren unipersonals (20 homes vivint sols i 28 dones vivint soles), 64 parelles sense fills, 40 parelles amb fills i 16 famílies monoparentals amb fills.
La població ha evolucionat segons el següent gràfic:
Habitants censats

### Habitatges
El 2007 hi havia 222 habitatges, 170 eren l'habitatge principal de la família, 25 eren segones residències i 27 estaven desocupats. 215 eren cases i 5 eren apartaments. Dels 170 habitatges principals, 134 estaven ocupats pels seus propietaris, 33 estaven llogats i ocupats pels llogaters i 3 estaven cedits a títol gratuït; 13 tenien dues cambres, 53 en tenien tres, 44 en tenien quatre i 60 en tenien cinc o més. 118 habitatges disposaven pel capbaix d'una plaça de pàrquing. A 77 habitatges hi havia un automòbil i a 72 n'hi havia dos o més.

### Piràmide de població
La piràmide de població per edats i sexe el 2009 era:
| Homes | Edats   | Dones |
| ----- | ------- | ----- |
| 0     | 95 o +  | 0     |
| 0     | 90 a 94 | 0     |
| 0     | 85 a 89 | 4     |
| 4     | 80 a 84 | 0     |
| 8     | 75 a 79 | 8     |
| 24    | 70 a 74 | 20    |
| 12    | 65 a 69 | 28    |
| 16    | 60 a 64 | 16    |
| 8     | 55 a 59 | 0     |
| 8     | 50 a 54 | 8     |
| 8     | 45 a 49 | 4     |
| 36    | 40 a 44 | 24    |
| 16    | 35 a 39 | 24    |
| 0     | 30 a 34 | 8     |
| 20    | 25 a 29 | 8     |
| 20    | 20 a 24 | 12    |
| 8     | 15 a 19 | 8     |
| 16    | 10 a 14 | 20    |
| 4     | 5 a 9   | 8     |
| 12    | 0 a 4   | 8     |

## Economia
El 2007 la població en edat de treballar era de 229 persones, 163 eren actives i 66 eren inactives. De les 163 persones actives 145 estaven ocupades (82 homes i 63 dones) i 18 estaven aturades (6 homes i 12 dones). De les 66 persones inactives 36 estaven jubilades, 15 estaven estudiant i 15 estaven classificades com a «altres inactius».

### Ingressos
El 2009 a Villegouin hi havia 167 unitats fiscals que integraven 388,5 persones, la mediana anual d'ingressos fiscals per persona era de 14.707 €.

### Activitats econòmiques
Dels 10 establiments que hi havia el 2007, 4 eren d'empreses de construcció, 3 d'empreses de comerç i reparació d'automòbils, 1 d'una empresa d'hostatgeria i restauració, 1 d'una empresa immobiliària i 1 d'una empresa de serveis.
Dels 4 establiments de servei als particulars que hi havia el 2009, 3 eren fusteries i 1 agència immobiliària.
Dels 2 establiments comercials que hi havia el 2009, 1 era una botiga de menys de 120 m² i 1 una joieria.
L'any 2000 a Villegouin hi havia 29 explotacions agrícoles que ocupaven un total de 1.376 hectàrees.

## Equipaments sanitaris i escolars
El 2009 hi havia una escola elemental integrada dins d'un grup escolar amb les comunes properes formant una escola dispersa.

## Poblacions més properes
El següent diagrama mostra les poblacions més properes.